# 原声音乐
原声音乐（英語：soundtrack）全稱影视原声音乐大碟（简称：OST），又稱原聲帶，多指以电影、戲劇、動畫或电子游戏之配乐为内容的音乐唱片。

## 詞源

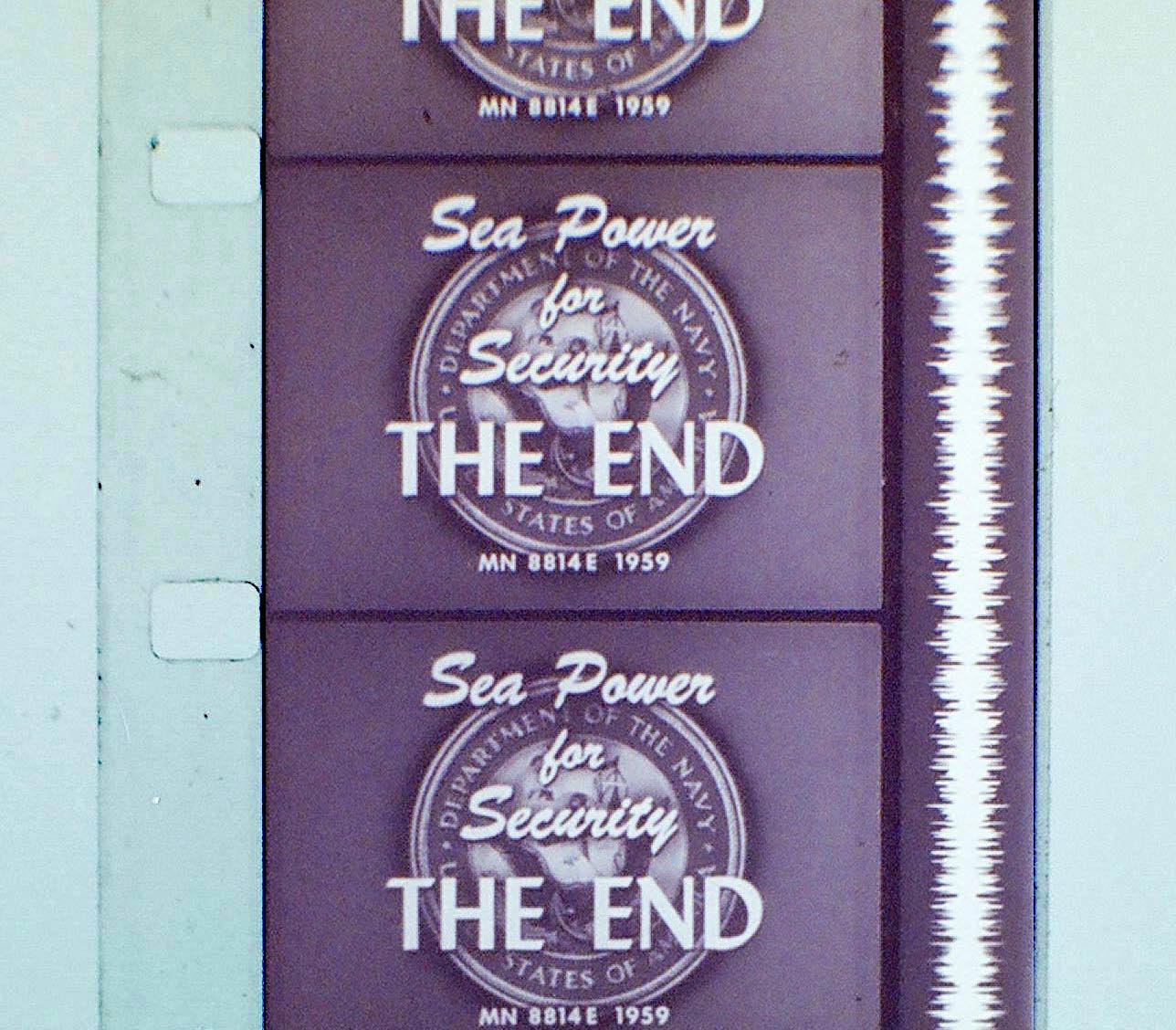
一段右端附有音軌的16毫米電影膠片。

Original Sound Track（原創音樂專輯、原聲帶）一詞，其字彙來源自「原聲音樂」（Soundtrack），原意指將電影的配樂以光學方式紀錄於影片膠捲上的音軌錄音（Sound-on-film，又常縮寫為SOF）技術，以便與獨立將聲音紀錄於唱片碟盤上的影音分離（Sound-on-disc）技術作區隔。在SOF技術逐漸成為電影工業的標準格式之後，這用語也逐漸衍生成为电影與电视剧配乐之統稱。在動畫術語中，則泛指為動畫、遊戲電玩所特別製作的背景配樂或是片頭及片尾曲，其特色是通常多為專為劇情所編寫的曲調或是歌詞。
最早单独发行电影配乐為1937年迪士尼的动画片的配乐專輯，但当时并不稱作「Soundtrack」。内容上也非將电影原声道简单复制，而是收錄修改後曲目的音樂專輯。将原声道内单独发行上市的，应该是1947年米高梅电影公司发行的电影《雲開見月明》（Till the Clouds Roll By）配乐，并首次命名「Original Soundtrack」。这是一部关于音乐家Jerome Kern的传记影片。该片原声道唱片发行成功后，其他电影公司相继模仿，从此原生音乐作为一个独立的音乐形式出现了。影片《星球大战》、《火戰車》等原声音乐，都曾一度流行音乐市场。

## 概述
原声音乐已经成为电影或者游戏作品中重要一环，在作品中能够突出主题，升华情感。原声音乐的作用不亚于电影或游戏中任何一个方面。电影和游戏制作中也越来越看重原声音乐的品質。原声音乐往往在电影或游戏发行后使用专辑形式单独发售。电影主要使用杜比環繞音效。奥斯卡金像奖中有电影原声配乐奖项。

## 類型
广义上的原声音乐主要指电影，电视剧，电子游戏中的配乐。电影与游戏中主要以交响乐形式附加部分人声歌曲为主。

## 著名的配乐人
- 約翰·威廉斯
- 霍華德·肖
- 汉斯·季默
- 麦可·唐纳
- 埃尼欧·莫里科内
- 托比·福克斯
- 范吉利斯
- C418
- 坂本龍一
- 澤野弘之

## 參閱
- 電影電視配樂家列表（英语：List of soundtrack composers）